# Perseis
Perseis (em grego:   Περσηίς), na mitologia grega, era uma das oceânides, filha de Oceano e de Tétis. 
Casou-se com o deus Hélio, e dele teve a feiticeira Circe, Eetes, Perses e Pasifae, que se casou com o rei Minos de Creta (Asclepíades de Bitínia diz que a esposa de Minos foi Creta, filha de Astério).